# Дуброво (Шимский район)
Ду́брово — деревня в Шимском районе Новгородской области в составе Подгощского сельского поселения.

## География
Находится в западной части Новгородской области на расстоянии приблизительно 11 км на юг-юго-запад по прямой от районного центра посёлка Шимск.

## История
На карте 1840 года уже была обозначена. В 1909 году здесь (деревня Старорусского уезда Новгородской губернии) было учтено 20 дворов.

## Население
Численность населения: 182 человека (1909 год), 46 (русские 100 %) в 2002 году, 57 в 2010.